# El Polvorín, Aguascalientes
El Polvorín är en ort i Mexiko.   Den ligger i kommunen Aguascalientes och delstaten Aguascalientes, i den centrala delen av landet, 400 km nordväst om huvudstaden Mexico City. El Polvorín ligger 2 007 meter över havet och antalet invånare är 118.
Terrängen runt El Polvorín är lite kuperad. Runt El Polvorín är det tätbefolkat, med 459 invånare per kvadratkilometer. Närmaste större samhälle är Aguascalientes, 6,1 km väster om El Polvorín. Trakten runt El Polvorín består till största delen av jordbruksmark.